# Fibrosine-lichaampje

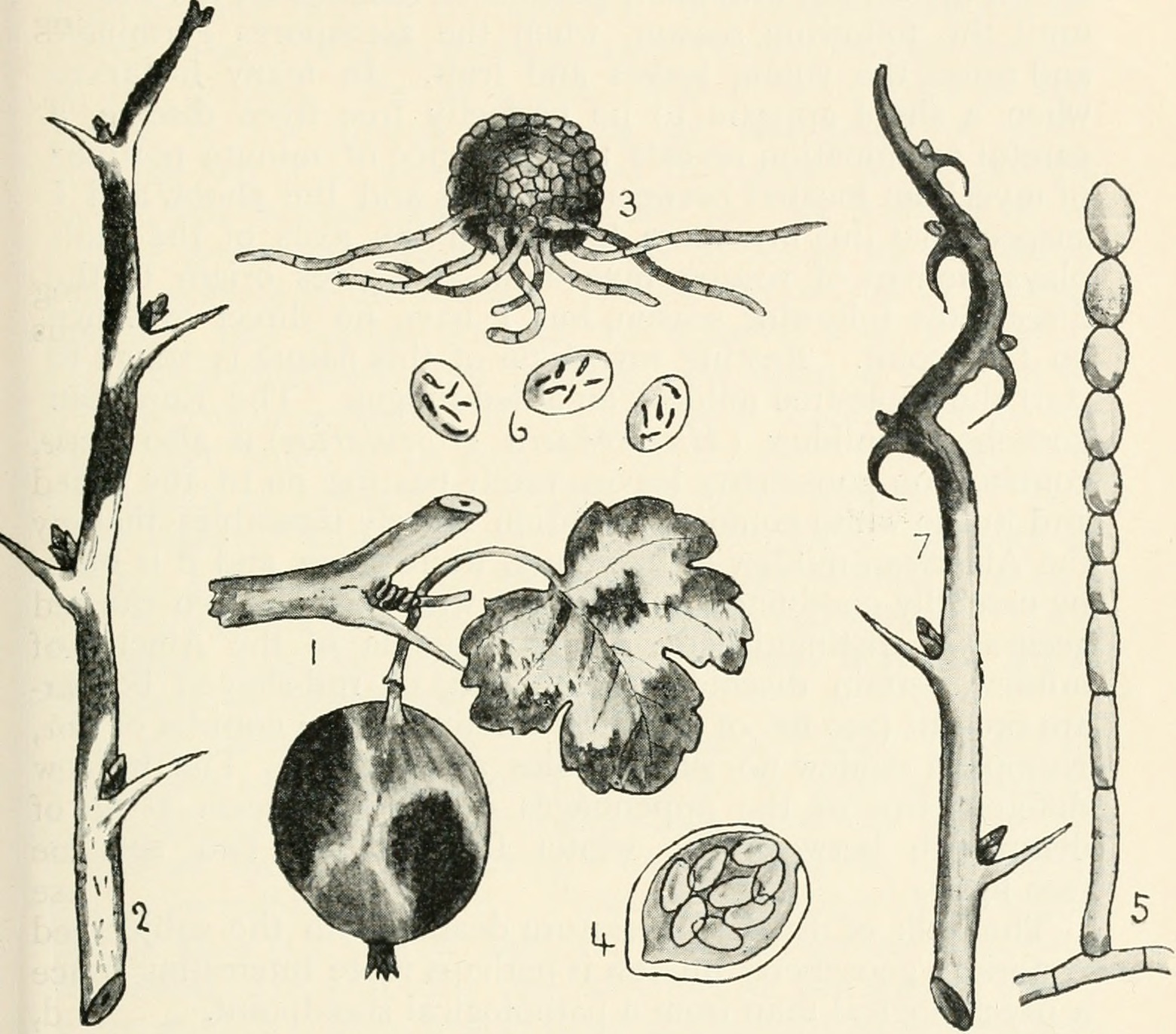
6: conidia met fibrosine-lichaampjes van Sphaerotheca mors-uva

Een fibrosine-lichaampje komt voor in conidia van sommige echte meeldauw-soorten en dienen als reserve voedsel. Ze zijn te zien, doordat ze het doorvallende licht van een microscoop sterk breken.